# Ritešić
Ritešić (en serbe cyrillique : Ритешић) est un village de Bosnie-Herzégovine. Il est situé sur le territoire de la ville de Doboj et dans la république serbe de Bosnie. Selon les premiers résultats du recensement bosnien de 2013, il compte 394 habitants.

## Géographie
Le village est situé sur la rive gauche de la Bosna, un affluent droit de la Save ; son territoire est bordé par les rivières Lovnica et Veličanka, deux affluents de la Bosna.

## Démographie

### Évolution historique de la population dans la localité
| 1948 | 1953 | 1961 | 1971 | 1981 | 1991 | 2013 |
| ---- | ---- | ---- | ---- | ---- | ---- | ---- |
| -    | -    | 981  | 840  | 744  | 584  | 394  |

|  |